# Maklibè Kouloun
Maklibè Kouloun (ur. 5 października 1987 w Niamtougou) – togijski piłkarz grający na pozycji pomocnika. Od 2013 roku jest zawodnikiem klubu Dynamic Togolais.

## Kariera klubowa
Swoją piłkarską karierę Kouloun rozpoczął w klubie Kakadlé Défalé. W sezonie 2007/2008 zadebiutował w jego barwach w drugiej lidze togijskiej. W 2009 roku przeszedł do ASKO Kara. W sezonie 2009 wywalczył z nim wicemistrzostwo Togo. W 2013 roku został zawodnikiem Dynamic Togolais.

## Kariera reprezentacyjna
W reprezentacji Togo Kouloun zadebiutował 1 grudnia 2012 roku w przegranym 1:2 meczu Mistrzostw Narodów Afryki 2014 z Burkiną Faso, rozegranym w Wagadugu.